# Сюй Тяньлунцзи
Сюй Тяньлунцзи (кит. 徐田龙子, пін. Xú Tiánlóngzǐ, 11 січня 1991) — китайська плавчиня, олімпійка.

## Виступи на Олімпіадах
| Олімпіада  | Дисципліна                      | Місце  |
| ---------- | ------------------------------- | ------ |
| Пекін 2008 | плавання на 100 метрів на спині | 17     |
| Пекін 2008 | комплексна естафета 4 × 100     | AC (3) |